# Jon Rollason
Jon Roger Rollinson (ur. 9 kwietnia 1931 w Birmingham, zm. 20 lutego 2016 w Llandudno) – angielski aktor telewizyjny i filmowy.

## Filmografia
- 1962: Rewolwer i melonik jako dr Martin King
- 1963-1971: Coronation Street jako Dave Robbins
- 1968: Doktor Who jako Harold Chorley
- 1973: Crossroads jako Jim Lester